# Ćiribiribela
Ćiribiribela è il nono e ultimo album in studio del gruppo rock jugoslavo Bijelo Dugme, pubblicato nel 1988.

## Tracce
Testi e musiche di Goran Bregović, eccetto dove indicato.
1. Ćiribiribela – 4:12
2. Šta ima novo – 5:21
3. Neću to na brzaka – 4:10
4. Evo, zakleću se – 5:53
5. Đurđevdan je, a ja nisam s onom koju volim (tradizionale) – 3:55
6. Napile se ulice – 2:49
7. Ako ima Boga – 5:18
8. Nakon svih ovih godina – 4:40
9. Lijepa naša (G. Bregović, A. Mihanović, Đ. Marinković) – 3:18

## Formazione
- Goran Bregović - chitarra
- Alen Islamović - voce
- Zoran Redžić - basso
- Ipe Ivandić - batteria
- Laza Ristovski - tastiere